# Māris Bružiks
Māris Bružiks (* 25. srpna 1962, Pļaviņas, Lotyšská SSR) je bývalý sovětský a později lotyšský atlet, dvojnásobný halový mistr Evropy v trojskoku.
V roce 1992 na halovém ME v italském Janově skončil na 4. místě a reprezentoval na letních olympijských hrách v Barceloně, kde obsadil výkonem 16,80 metru 10. místo. O rok později získal stříbrnou medaili na halovém MS v Torontu. Na MS v atletice 1993 ve Stuttgartu neprošel jen těsně z kvalifikace.

## Osobní rekordy
- hala – 17,54 m – 23. únor 1986, Madrid
- venku – 17,56 m – 3. září 1988, Riga